# Combined Joint Task Force – Operation Inherent Resolve

Mitgliedstaaten

Combined Joint Task Force – Operation Inherent Resolve (kurz CJTF-OIR) ist die Task-Force einer internationalen Allianz gegen den Islamischen Staat. Auch die Bundesrepublik Deutschland ist Mitglied dieses Bündnisses.
Die Task Force wurde im Oktober 2014 gegründet. Das Logo wurde im Dezember 2014 vorgestellt. Kommandeur war zunächst Lieutenant General James Terry (United States Army) und später Generalmajor Gary J. Volesky.
Mitte Dezember 2015 betrugen die Kosten 5,53 Milliarden US-Dollar. Zur Bilanz zählte die Zerstörung von 20.000 Zielen durch Luftangriffe. Für Ausbildungszwecke wird unter anderem die 82nd Airborne Division eingesetzt.
Von August 2014 bis Januar 2019 flogen die verbündeten Streitkräfte 33.931 Luftangriffe. Dabei wurden offiziell 1257 Zivilisten unbeabsichtigt getötet.

## Einsatz
- Phase I (bis Ende 2015): die CJTF unternahm Luftschläge gegen den IS um deren Einsatzstärke im Irak zu reduzieren. Während dieser Phase wurden hauptsächlich irakische Sicherheitskräfte und in geringerer Stärke auch verbündete Kräfte in Syrien, ausgebildet, beraten und ausgerüstet.
- Phase II: „Gegenangriff“ die CJTF unterstützte Kräfte in Syrien bei der Befreiung von Gebieten aus der Kontrolle des IS. Ziel war es Druck auf den IS aufrechtzuerhalten und die Initiative in den Händen von Verbündeten zu wissen. Die Ausbildungs- und Ausrüstungsmission wurde fortgesetzt mit Schwerpunkt auf die Kooperation verschiedener Waffengattungen (Luft/Bodentruppen).
- Phase III:  Das Ende des IS wird auch mittels (Luft-)Schlägen der CJTF eingeleitet. Der IS verliert die entscheidenden Schlachten um die Hauptstädte seines selbsternannten Kalifats in Raqqa, Syrien und Mossul im Irak. In der Folge werden verbleibende Gebiete, auch unterstützt durch die CJTF gesäubert. Die CJTF unterstützen weiterhin durch Ausbildung, Beratung und Ausrüstung.
- Phase VI: Stabilisierungsunterstützung. Die Koalitionskräfte bieten der irakischen Regierung und den verbündeten Kräften in Syrien Sicherheit, Planung und weitere Unterstützung.[5]

Erstmals seit über 100 Jahren kam es zu einem direkten militärischen Zusammenstoß zwischen russischem und US-amerikanischem Militär.